# Make the World Move
«Make the World Move» — en español: «Haz que el mundo se mueva»—, es una canción interpretada por la cantante internacional Christina Aguilera, para el quinto álbum de estudio de Aguilera titulado Lotus, con la voz invitada de Cee Lo Green. La canción fue escrita por Alexander Grant, Mike Del Rió, Pillay Candice, DeZuzio Jayson, Abernathy y Dwayne Trovajoli Armando. Musicalmente, la canción es un tema inspiradora que combina dance, R&B y géneros de soul. Líricamente, es una canción que cuenta con actitud positiva y sintetizadores como parte de su instrumentación.
Días antes de la publicación del álbum, la canción fue publicada el 6 de noviembre en la cuenta de VEVO de la cantante en YouTube, donde lo compartió en Facebook y Twitter. El mismo día del lanzamiento del álbum, 13 de noviembre, Christina Aguilera junto con Cee Lo Green se presentaron en su programa de canto The Voice para interpretar la canción. Cabe mencionar que la canción no fue para la promoción de Lotus, ya que no será sencillo oficial, y solo fue para promocionar su álbum que salía a la venta el mismo día de la presentación.
Tras el lanzamiento de Lotus, «Make The World Move» debutó en la lista de singles de Corea del Sur, en el número 88 durante la semana del 11 hasta 17 de noviembre de 2012, debido a las ventas de descargas digitales de 2 999.

## Antecedentes

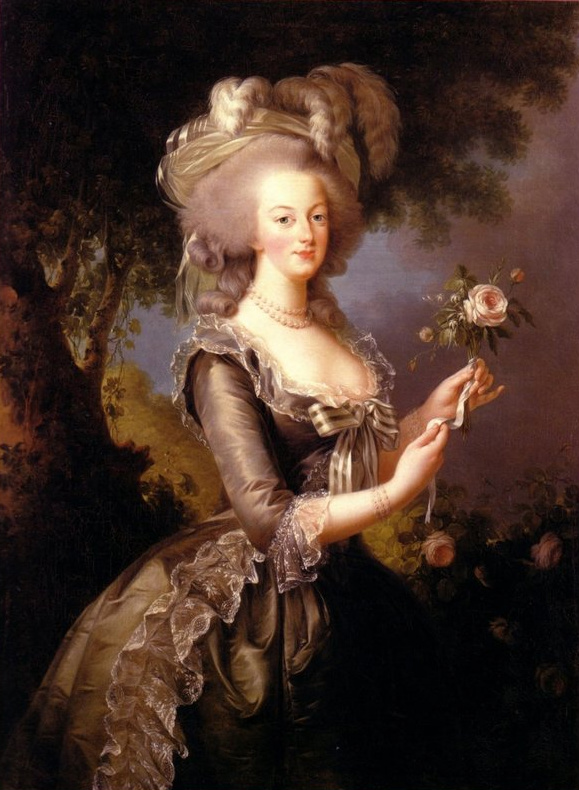
Aguilera uso un estilo parecido a María Antonieta de Austria (polémica Reina de Francia) durante la primera presentación de «Make The World Move».

Después de su cuarto álbum de estudio Bionic (2010), Aguilera se divorció de su esposo Jordan Bratman, protagonizó su primer largometraje titulado Burlesque y grabó la banda sonora de la misma, se convirtió en entrenador en The Voice y colaboró con Maroon 5 en la canción «Moves like Jagger» (2011) que pasó cuatro semanas en el número 1 en los Estados Unidos de la lista Billboard Hot 100 y vendió 5,9 millones de copias, según Nielsen SoundScan. Después de estos hechos, anunció planes para grabar un nuevo álbum, declarando que la calidad es más importante que la cantidad y que ella quería encontrar "personales" canciones. En la segunda temporada del programa de canto The Voice, Aguilera durante un programa en vivo ya había mencionado que colaboraría con Cee Lo Green, además de dar el título de la canción donde rápidamente fue tema del momento en la red social Twitter. El 6 de noviembre Aguilera lanzó la canción en su canal de YouTube a través de su cuenta de VEVO.

## Composición
«Make The World Move» fue escrito por Alexander Grant, Mike Del Rio, Pillay Candice, DeZuzio Jayson, Abernathy y Dwayne Trovajoli Armando, con la producción hecho por Grant acreditado con su nombre profesional, Alex da Kid, Del Río y DeZuzio. Aguilera estaba involucrado con la producción vocal de la canción, junto con Pillay. Lucas Secon, coescritor y productor de Lotus y con la pista «Red Kinda Hot Love», fue el programador y arreglista. La canción fue grabada por Josh Mosser mientras que Aguilera y vocalista de Cee-Lo Green fueron grabados por Oscar Ramírez y editado por Del Río. La canción contiene una parte de la composición "Vamos a ver", escrito por Armando Trovajoli. «Make The World Move», es un tema inspiradora canción que se compone dance, R&B y géneros de soul,

## Recepción

### Crítica
«Make The World Move», recibió una respuesta mixta de los críticos de música. Stephen Thomas Erlewine de Allmusic describió la colaboración entre Aguilera y Green como un "partido vibrante", mientras que Andrew Hampp para Billboard describió la canción como "un granero-storming partido de un himno". Newsday con Glenn Gamboa, quien fue breve en su revisión de la pista, y escribió que la canción es "juguetón".
En comparación a la pista anterior en Lotus, «Red Hot Kinda Love», Chris Younie para 4Music escribió que «Make The World Move» no es "lo mismo", sino que "de ninguna manera es enormemente diferente". Younie continuó decir que la canción es "un poco retro y moderno un poco" y "metro un poco, pero una corriente poco". Si bien elogió el coro y recordación es, Younie etiquetado de la pista como "sin brillo siguiente «Red Hot Kinda Amor»". Robert Copsey escribió que la canción no cumplió con su expectativas. Michael Gallucci para Popcrush señaló que como la cuarta canción del álbum, "sigue la fiesta", pero es fácil de olvidar. The Huffington Post de Mesfin Fekadu criticó a la canción, a lo largo de con títulos del álbum «Around the World» y «Red Hot Kinda Love», por no capturar la "diversión" en el que se supone que representan.

### Comercial
Tras el lanzamiento de Lotus, «Make The World Move» debutó en la lista de singles de Corea del Sur, en el número 88 durante la semana del 11 hasta 17 de noviembre de 2012, debido a las ventas de descargas digitales de 2 999.

## Presentación en vivo
Aguilera y Ce Lo Green interpretaron la canción por primera vez juntos en la tercera temporada de The Voice el 13 de noviembre de 2012. La apertura de la serie, el conjunto que consta de dos sillas de color rojo en el que cada cantante sentado, como así como un balcón para Green. Ce Lo Green llevaba una camisa a rayas polo, mientras que Aguilera lució una "peluca púrpura afro y tiara de plástico". Según lo descrito por Cassie Carpenter para el Daily Mail, traje Aguilera consistía en lo nupcial- estilo del vestido gris sin tirantes con las bragas visibles y hasta los muslos unas botas brillantes de Stuart Weitzman". Aguilera maquillada por Kristofer Buckle, que le dio una "drag-nivel de apariencia", con pestañas postizas, sombras de ojos morados, llamativo rubor y lápiz labial de color rosa. En si, Aguilera se vistió al estilo de la reina de Francia, María Antonieta.
El "espíritu" de la presentación terminó con globos rojos se cayó sobre el público. para la presentación de este, utilizaron como intro el tono de la canción «Amores como el nuestro» de Jerry Rivera, el cual también fue utilizado en la canción de Shakira titulada «Hips Don't Lie», y hubo rumores de que Shakira habló con Christina Aguilera minutos antes de dicha presentación, cabe señalar que Shakira sustituyó a Aguilera como juez principal en la cuarta temporada de The Voice.

## Formatos
Digitales
| Descarga |                       |          |  |
| N.º      | Título                | Duración |  |
| 1.       | «Make The World Move» | 3:00     |  |

## Listas de popularidad 2012
| País          | Lista | Posición más alta |
| ------------- | ----- | ----------------- |
| Corea del Sur | Gaon  | 88                |

## Créditos y personal
Grabación
- Grabado en los estudios Westlake de Los Ángeles.
- Voces grabadas en The Red Lip's Room, Beverly Hills, California.

Muestra
- Contiene una parte de la composición "Vamos a ver", escrito por Armando Trovajoli

Personal
- Songwriting - Alexander Grant, Trovajoli Armando, Candice Pillay, Abernathy Dwayne, DeZuzio Jayson, Mike Del Rio
- Producción - Alex Da Kid, Jayson DeZuzio, Mike Del Rio
- Vocal producción - Candice Pillay, Christina Aguilera
- Programación - Lucas Secon
- Organizar - Lucas Secon
- Grabación - Josh Mosser
- Vocal de grabación - Oscar Ramírez
- Vocal edición - Mike Del Rio
- Vocales (con) - Cee Lo Green